# Asparagus virgatus
Asparagus virgatus är en sparrisväxtart som beskrevs av John Gilbert Baker. Asparagus virgatus ingår i släktet sparrisar, och familjen sparrisväxter. Inga underarter finns listade i Catalogue of Life.

## Bildgalleri

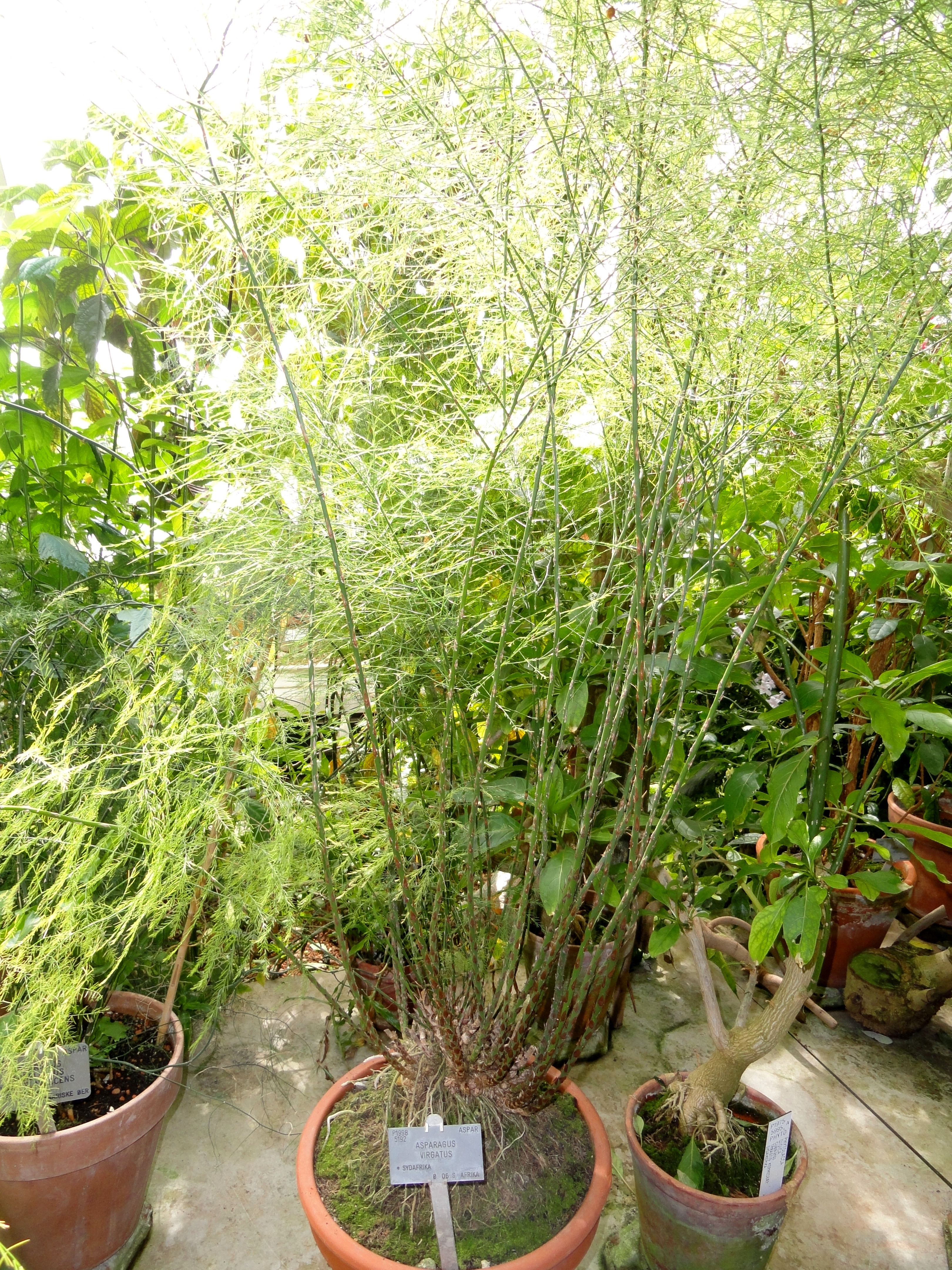